# Джо Мюррей
Джозеф Девід Мюррей  (англ. Jozef David Murray) (народився 3 травня 1961) — американський аніматор, карикатурист, ілюстратор, письменник і режисер. Він найбільш відомий як творець шоу Сучасне Роккове життя для Nickelodeon і Табір Лазло для Cartoon Network. Мюррей є лауреатом двох премій Primetime Emmy Awards, за «Табір Лазло» та телефільм «Табір Лазло: де Лазло?».

## Ранні роки
Джо Мюррей, народився і виріс у Сан-Хосе, штат Каліфорнія, у нього виник інтерес до роботи художником як кар’єри, коли йому було три роки, але його батько не схвалював цього. За словами Мюррея, його вихователька в дитячому садку сказала його матері, що він був єдиним учнем, який малював блискавки на штанях і груди на жінках. Мюррей віддав належне своєму вчителю мистецтв Ліландської середньої школи Марку Бріггсу за те, що він навчив його «так багато про моє мистецтво». У 16 років він став постійним художником, малюючи карикатури на людей і тварин у парку розваг маючи вільний час.
Займаючи посаду політичного карикатуриста для газети в Сан-Хосе, карикатури Мюррея часто були спрямовані на тодішнього президента Джиммі Картера. У записі 2007 року на своєму веб-сайті він сказав, що захоплюється пост президентською роботою Картера.
Мюррей назвав Пабло Пікассо, Анрі Матісса, Волта Келлі, Марка О'Харе, Макса Флейшера, Джея Ворда, Текса Ейвері, Боба Клемпетта та Чака Джонса, як тих хто здійснив головний вплив на нього.

## Кар'єра
У юності Мюррей був найнятий дизайнером в агентство. Свої прибутки від компанії він вкладав у незалежні анімаційні проекти. У 20 років Мюррей заснував свою незалежну ілюстраційну компанію Joe Murray Studios (або Joe Murray Productions) у 1981 році, ще навчаючись в університеті. Його перші спроби анімації відносяться до 1986 року, коли він приєднався до коледжу. Мюррей створив кілька короткометражних анімаційних фільмів, його найуспішніший був знятий у 1987 році, це був двохвилинний короткометражний анімаційний фільм під назвою «The Chore», який зосереджувався на змученому чоловікові, який використовує свого кота як нове рішення, але не бажаючи виконувати роботу, для своєї дружини. Він малював сцени на машинному папері і знімав сцени на 16-міліметрову плівку. За створення «The Chore» Мюррей отримав нагороду «Оскар за заслуги студента» через два роки, у 1989 році. На початку 1990-х років він зробив розкадровки та макети для «Цуценя на ім’я Скубі-Ду», «Пригоди їжака Соніка», Bobby's World, і The Twisted Tales of Felix the Cat, працюючи фрілансером у нині неіснуючій студії Colossal Pictures Дрю Такахаші. 
У 1988 році він зробив два мережевих ідентифікатора для MTV, а в 1991 році залишив компанію в надії розпочати власні проекти. Одна з MTV ID, створених Мюрреєм, включала майбутнього персонажа «Сучасного Роккового життя» Геффера Вовка; на посвідченнях зображено, як Геффера виштовхують із будівлі з фірмовим логотипом MTV на його сідницях.
My Dog Zero, випущений у 1992 році, став третім незалежним фільмом Мюррея та першим кольоровим фільмом. Мюррей сказав, що My Dog Zero був його «найприємнішим» мистецьким проектом на сьогодні через його власну «впертість» у вирішенні перешкод і проблем, пов’язаних із виробництвом, таких як брак фінансування та ресурсів. Завдяки гранту він найняв дванадцять людей, переважно студентів університету, щоб намалювати своє творіння. За словами Мюррея, коли він закінчив роботу, кілька дистриб'юторів відмовилися його транслювати. Він з’явився в Палаці витончених мистецтв у Сан-Франциско з копією фільму та переконав персонал транслювати його із запланованими фільмами. За словами Мюррея, My Dog Zero отримав «хорошу реакцію».
Щоб профінансувати фільм, Мюррей спочатку намагався попередньо продати права на телешоу My Dog Zero, але замість цього створив окремий телесеріал під назвою «Сучасне Роккове життя».

### Сучасне Роккове життя
Мюррей створив і був виконавчим продюсером анімаційного серіалу «Сучасне Роккове життя», який транслювався на Nickelodeon з 1993 по 1996 рік. Він озвучив персонажа Ральфа Головатого в епізодах «У мене нема сина» і «Психоїдло», а також в карикатурі з серії «Коротка історія».
Спочатку персонаж Рокко з'явився в неопублікованому коміксі під назвою «Тревіс». Мюррей намагався продати комікс наприкінці 1980-х років, але так і не досяг успіху в тому, щоб запустити його у виробництво. Мюррей хотів отримати фінансування для My Dog Zero, тому він хотів, щоб Nickelodeon купив телевізійні права на серіал. Мюррей представив тест олівцем студії Nickelodeon, який згодом зацікавився купівлею та трансляцією шоу. Вирішивши, що My Dog Zero не буде працювати як телевізійний серіал, Мюррей розробив концепцію Сучасного Роккового життя і подав її Nickelodeon, вважаючи, що концепцію, швидше за все, відхилять. За словами Мюррея, приблизно через три-чотири місяці він «забув» про концепцію і працював над My Dog Zero, коли Лінда Сіменскі повідомила Мюррею, що Nickelodeon хоче пілотний епізод. Мюррей сказав, що він радий отримати фінансування для My Dog Zero.
У 1992 році, за два місяці до зйомок 1 сезону серіалу «Сучасне Роккове життя», перша дружина Мюррея покінчила життя самогубством. Мюррей часто звинувачував у самогубстві своєї дружини те, що саме це шоу було підібрано. Коли Мюррей переїхав до Лос-Анджелеса, у нього були емоційні та фізичні «невирішені проблеми». Він описує цей досвід як участь у «марафоні зі штанами на щиколотках». Мюррей спочатку вірив, що він створить один сезон, повернеться до району затоки Сан-Франциско та «розчистить нерозв’язані справи, які я залишив висіти». На його подив, Nickelodeon затвердив нові сезони.
Після 3 сезону він вирішив передати проект Стівену Гілленбургу, який виконав більшу частину роботи для 4 сезону та незабаром після цього створив Губку Боба Квадратні Штани; Мюррей всеодно попри це продовжив керувати мультсеріалом. Він сказав, що повністю залишить виробництво після 4 сезону. Він також сказав, що закликав мережу продовжувати виробництво. Але Nickelodeon зрештою вирішив скасувати серіал. Мюррей описав усі 52 епізоди як «найвищої якості» і що, на його думку, якість телешоу може знизитися, якщо виробництво продовжиться, «адже ви маєте справу з обсягом».

### Після Сучасного Роккового життя
Після завершення 52 епізодів «Сучасного Роккового життя» Мюррей відійшов від анімаційного бізнесу та випустив дві дитячі книжки та проілюстрував ще дві: Хто запросив Місяць на обід? (1999), Величезний містер Шмапсл: Азбука пригод (2003), Хагвіль (написано Куртом Крендаллом) (2005), і Веселі Криптограми (написано Шоном Кеннеді)).
Мюррей працював над веб-мультсеріалом під назвою The Family Pop, який був створений у Flash, і перебував у середині переговорів безпосередньо перед початком табору Лазло. 30 вересня 2008 року Мюррей додав нову функцію на свій веб-сайт The Tin Box, де Мюррей розміщує деякі свої незалежні роботи. Першою опублікованою роботою був «Where's Poppa», короткий епізод The Family Pop.

### Табір Лазло
Мюррей вирішив повернутися до анімаційної індустрії, цього разу продавши свою роботу Cartoon Network Studios. У 2005 році він був продюсером пілотної серії мультсеріалу «Табір Лазло», який був підібраний для першого сезону з 13 епізодів і тривав п’ять сезонів, а виробництво закінчилося в листопаді 2007 року.
8 вересня 2007 року телевізійний фільм «Табір Лазло: Де Лазло?» виграв Еммі за найкращу анімаційну програму (на годину чи більше). Під час зйомок «Табору Лазло» Мюррей розлучився.

### Останні роботи
Після того, як виробництво Табору Лазло закінчилося, і останні епізоди були випущені, Мюррей розробив новий телесеріал. Поки він опрацьовував деталі щодо виробництва та розповсюдження, він розпочав роботу над своїм наступним незалежним кіно проектом «Риб’яча голова» та видав книгу «Створення анімованих мультфільмів із персонажем» про створення та продюсування анімаційного телесеріалу. І працював над створенням нового короткометражного серіалу під назвою «Жаба в костюмі» для своєї веб-мережі; KaboingTV.
20 квітня 2010 року Мюррей розпочав збір пожертв на Kickstarter для фінансування проекту KaboingTV, веб-мережі, повністю присвяченої мультфільмам. До 5 червня проект перевищив свою ціль у 16 800 доларів, і Мюррей розробив епізоди свого серіалу «Жаба в костюмі» для платформи. Прем'єра на KaboingTV відбулася 11 березня 2011 року.
Мюррей працював та був творцем мультсеріалу PBS Let's Go Luna!, який транслювався з листопада 2018 року по листопад 2022 року.
Мюррей також працював над годинним спеціальним випуском Сучасне Роккове життя: Прилипання, прем’єра якого відбулася на Netflix 9 серпня 2019 року. Це включало повторну роль голосу Рейчел Головатої. У жовтні 2019 року Мюррей і його дружина переїхали з Каліфорнії до Бельгії , і тоді Мюррей висловив зацікавленість у створенні нових серіалів для Nickelodeon Europe. 
У 2023 році Мюррей завершив роботу над своїм незалежним фільмом під назвою «Фієго та чарівна риба». Переосмислення казки «Рибалка та його дружина», короткометражка отримала нагороду Каннського кінофестивалю за найкращу режисуру анімаційного фільму в 2024 році.

## Фільмографія

### Телебачення
| Роки      | Назва                 | Роль            | Мережа          | Примітки |
| --------- | --------------------- | --------------- | --------------- | --- |
| 1993―1996 | Сучасне Роккове Життя | Ральф Головатий | Nickelodeon     | Автор ідеї, режисер, автор сценарію, дизайнер головних персонажів, продюсер, виконавчий продюсер, розкадровщик. |
| 2005―2008 | Табір Лазло           | N/A             | Cartoon Network | Автор ідеї, режисер, автор сценарію, виконавчий продюсер, розкадровщик.                                         |
| 2018—2022 | Let's go, Luna        | N/A             | PBS Kids        | Автор ідеї, автор сценарію, виконавчий продюсер.                                                                |

### Фільми/Спец
| Роки | Назва                             | Роль            | Примітки                                           |
| ---- | --------------------------------- | --------------- | -------------------------------------------------- |
| 2007 | Табір Лазло: Де Лазло?            | N/A             | Автор ідеї, режисер, автор сценарію, розкадровщик. |
| 2019 | Сучасне Роккове життя: Прилипання | Рейчел Головата | Автор ідеї, режисер, автор сценарію, розкадровщик. |

### Інтернет
| Роки | Назва          | Роль | Примітки   |
| ---- | -------------- | ---- | ---------- |
| 2011 | Жаба в костюмі | N/A  | Автор ідеї |